# I vesuviani
Pour plus de détails, voir Fiche technique et Distribution.
I vesuviani est un film italien à sketches sorti en 1997.
Il a été sélectionné en compétition à la Mostra de Venise 1997.

## Synopsis
Le film est composé de 5 sketches, dont le point commun est la ville de Naples ainsi que la région du Vésuve, ainsi qu'une atmosphère générale à tendance onirique.
1. La stirpe di Iana
2. Maruzzella
3. Sofialorèn
4. Il diavolo nella bottiglia
5. La salita

Le dernier épisode est le plus politiquement engagé. Le personnage du corbeau issu du film Des oiseaux, petits et gros de Pier Paolo Pasolini s'y entretient le maire de Naples (Toni Servillo). Gravissant laborieusement les pentes du Vésuve, ils s'interrogent sur la crise de la gauche dans la politique italienne.

## Fiche technique
Sauf indication contraire, les informations mentionnées dans cette section peuvent être confirmées par la base de données cinématographiques IMDb,  présente dans la section « Liens externes ».
- Titre original italien : I vesuviani[3]
- Réalisation :
  - Pappi Corsicato : (La stirpe di Iana)
- Antonietta De Lillo : (Maruzzella)
- Antonio Capuano : (Sofialorèn)
- Stefano Incerti : (Il diavolo nella bottiglia)
- Mario Martone : (La salita)
- Scenario :
  - Pappi Corsicato - (La stirpe di Iana)
  - Ivan Cotroneo - (La stirpe di Iana)
  - Antonietta De Lillo - (Maruzzella)
  - Laura Sabatino - (Maruzzella)
  - Antonio Capuano - (Sofialorèn)
  - Stefano Incerti - (Il diavolo nella bottiglia)
  - Mario Martone - (La salita)
  - Fabrizia Ramondino - (La salita)
- Photographie :	
  - Luca Bigazzi - (La stirpe di Iana)
  - Cesare Accetta - (Maruzzella)
  - Antonio Baldoni - (Sofialorèn)
  - Pasquale Mari - (Il diavolo nella bottiglia/La salita)
- Montage : 
  - Jacopo Quadri - (La stirpe di Iana/Il diavolo nella bottiglia/La salita)
  - Giogiò Franchini - (Maruzzella/Sofialorèn)
- Musique :
  - Antonello Paliotti - (La stirpe di Iana)
  - Pappi Corsicato - (La stirpe di Iana)
  - Pasquale Catalano - (Maruzzella/Il diavolo nella bottiglia)
  - Flavio Brunetti - (Sofialorèn)
  - Lelio Di Tullio - (Sofialorèn)
- Décors : 
  - Pappi Corsicato - (La stirpe di Iana)
  - Paola Bizzarri - (Maruzzella)
  - Mario Di Pace - (Sofialorèn)
  - Renato Lori - (Il diavolo nella bottiglia)
  - Aldo Vella - (La salita)
- Costumes : 
  - Pappi Corsicato - (La stirpe di Iana)
  - Paola Bizzarri - (Maruzzella)
  - Mario Di Pace - (Sofialorèn)
  - Metella Raboni - (Il diavolo nella bottiglia)
  - Ortensia De Francesco - (La salita)
- Société de production : Megaris, Mikado Film, RAI Radiotelevisione Italiana, Tele+
- Pays de production :  Italie
- Langue originale : italien
- Format : Couleur - Son Dolby Surround
- Durée : 120 min (2 h 0[3])
- Genre : Comédie dramatique
- Date de sortie :
  - Italie : 30 août 1997

## Distribution

### La stirpe di Iana
- Anna Bonaiuto : Atlas
- Iaia Forte : Ajax
- Cristina Donadio (it) : Dixan
- Paola Iovinella : Tide
- Anna Avitabile : Fallo
- Franco Javarone (it) : Le blond
- Maria Luisa Abbate : Iana
- Ciro Damiano : Le mari d'Iana
- Francesca Cutolo : Maddalena
- Filippo Morelli : Catello
- Lello Giulivo : Manomozza
- Wera De Bonis : Dea
- Alessandra D'Elia : Layla
- Maurizio Bizzi : Le barman

### Maruzella
- Enzo Moscato : Maruzzella
- Nunzia Di Somma : Elvira Lento
- Armando Pugliese : Le directeur du cinéma
- Marcello Colasurdo : Geppino
- Luigi Petrucci : Le client
- Sebastiano Ciccarelli : L'étranger
- Emanuele Valenti : Giulio

### Sofialorèn
- Tonino Taiuti : Toritore
- Gino Intartaglia : Filadelfo dit « O'Cinese »
- Clelia Rondinella : La princesse
- Flavio Brunetti : Le prince

### Il diavolo nella bottiglia
- Antonio Pennarella : Faust
- Renato Carpentieri : Le vieil homme
- Teresa Saponangelo : Serena
- Gino Curcione : Gino
- Giorgio Iovine : Le majordome
- Bruna Sarno : La prostituée
- Tina Femiano : La serveuse
- Ciro Ridolfini : Il tossico

### La salita
- Toni Servillo : Antonio, le maire
- Anna Bonaiuto : Francesca
- Maria Luisa Abbate : Maria Luisa
- Maurizio Bizzi : Lattarulo
- Lello Serao : Le prêtre
- Vincenzo Peluso : Pino, le chanteur
- Vittorio Russo : Don Giulio
- Francesco Leonetti : La voix du corbeau